# フランチェスコ・マリア・ロンダーニ
フランチェスコ・マリア・ロンダーニ（Francesco Maria Rondani、1490年7月15日 - 1550年9月）は、16世紀前半のイタリアの画家である。イタリア北部のパルマで活動した画家たち「パルマ派」の画家の一人である。

## 略歴
パルマで生まれた。後にパルマの貴族となる、ロンダーニ家（it:Rondani）と関連がある可能性がある。パルマ派を代表する画家のコレッジョ（c.1489-1534）の弟子であったと考えられている。1520年から1523年の間、パルミジャニーノ（1503-1540）やミケランジェロ・アンセルミ（Michelangelo Anselmi: 1492–1556）とともに、パルマのサン・ジョヴァンニ・エヴァンジェリスタ聖堂（Abbazia di San Giovanni Evangelista）の装飾画を描き、1525年にも別の教会の装飾画を描いた。1527年から1531年の間はパルマ大聖堂のチェントーニ礼拝堂の装飾画を描いた。
1532年にパルマに神聖ローマ帝国皇帝カール5世が到着したのを歓迎する装飾や、パルマ公オッターヴィオ・ファルネーゼとカール5世の娘マルゲリータ・ダウストリアの結婚の祝宴の装飾に参加した芸術家たちの一人にもなった。
1550年にパルマで没した。

## 作品

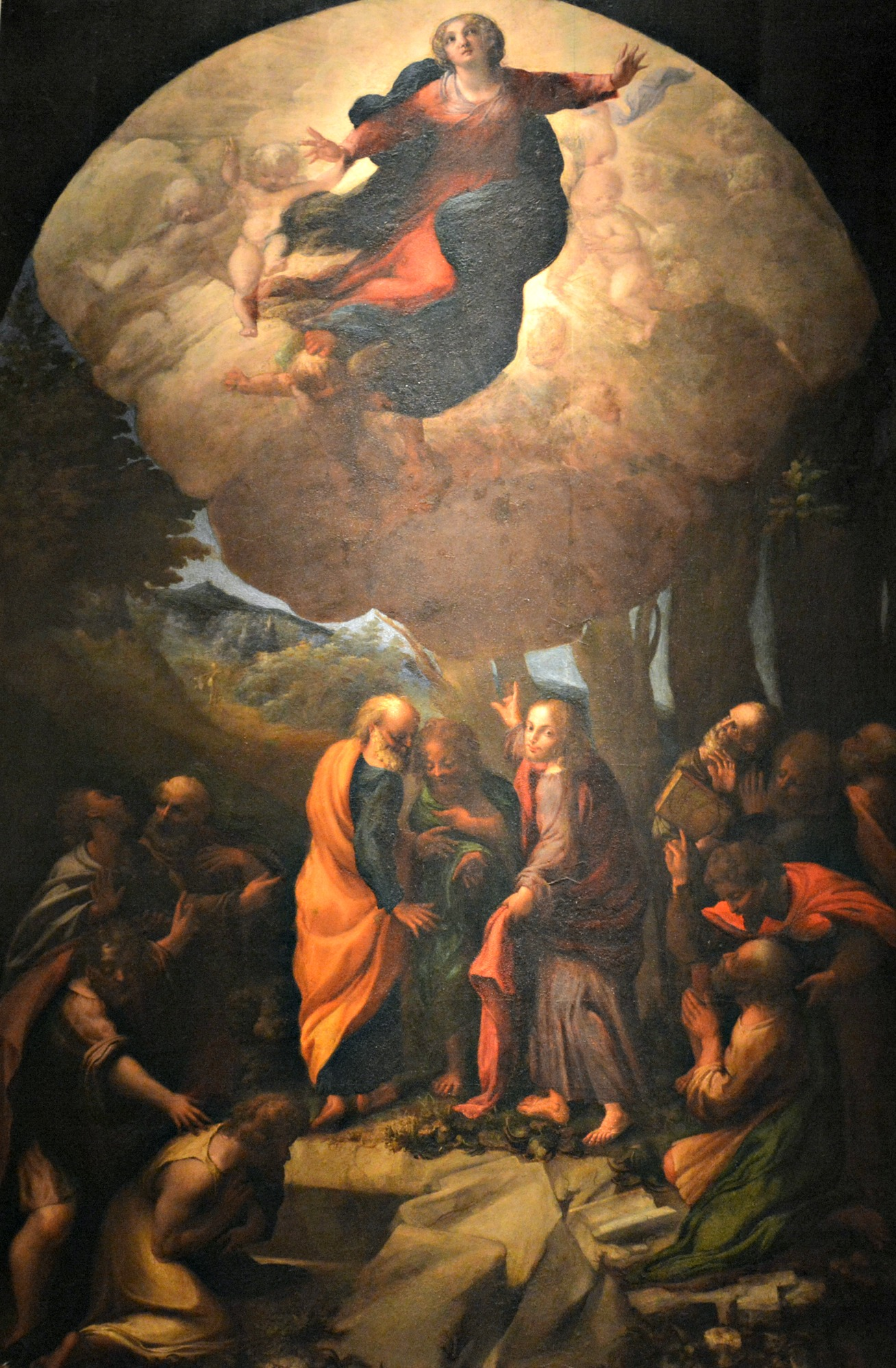
「聖母被昇天」 カポディモンテ美術館
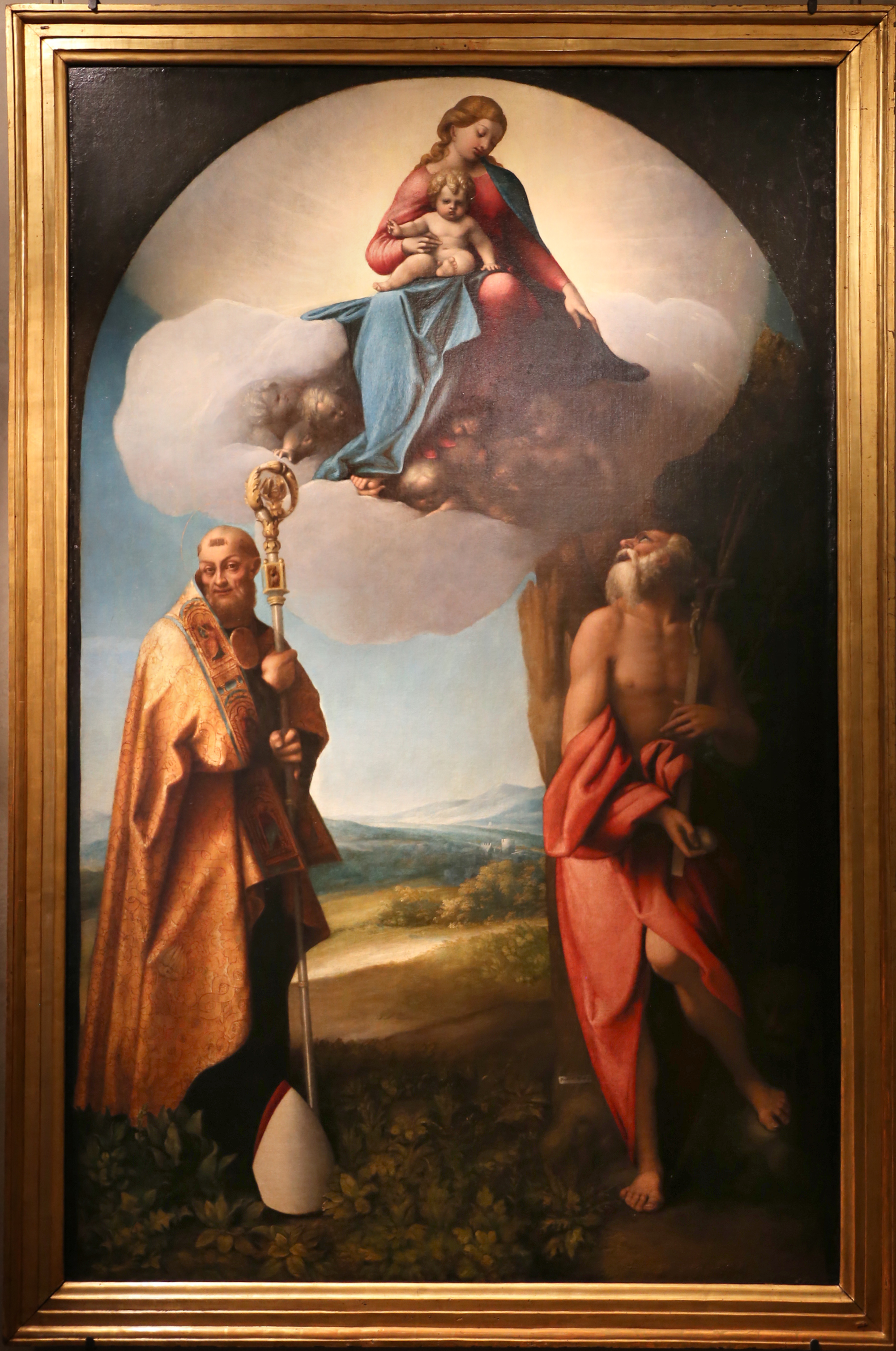
「聖母子と聖人たち」
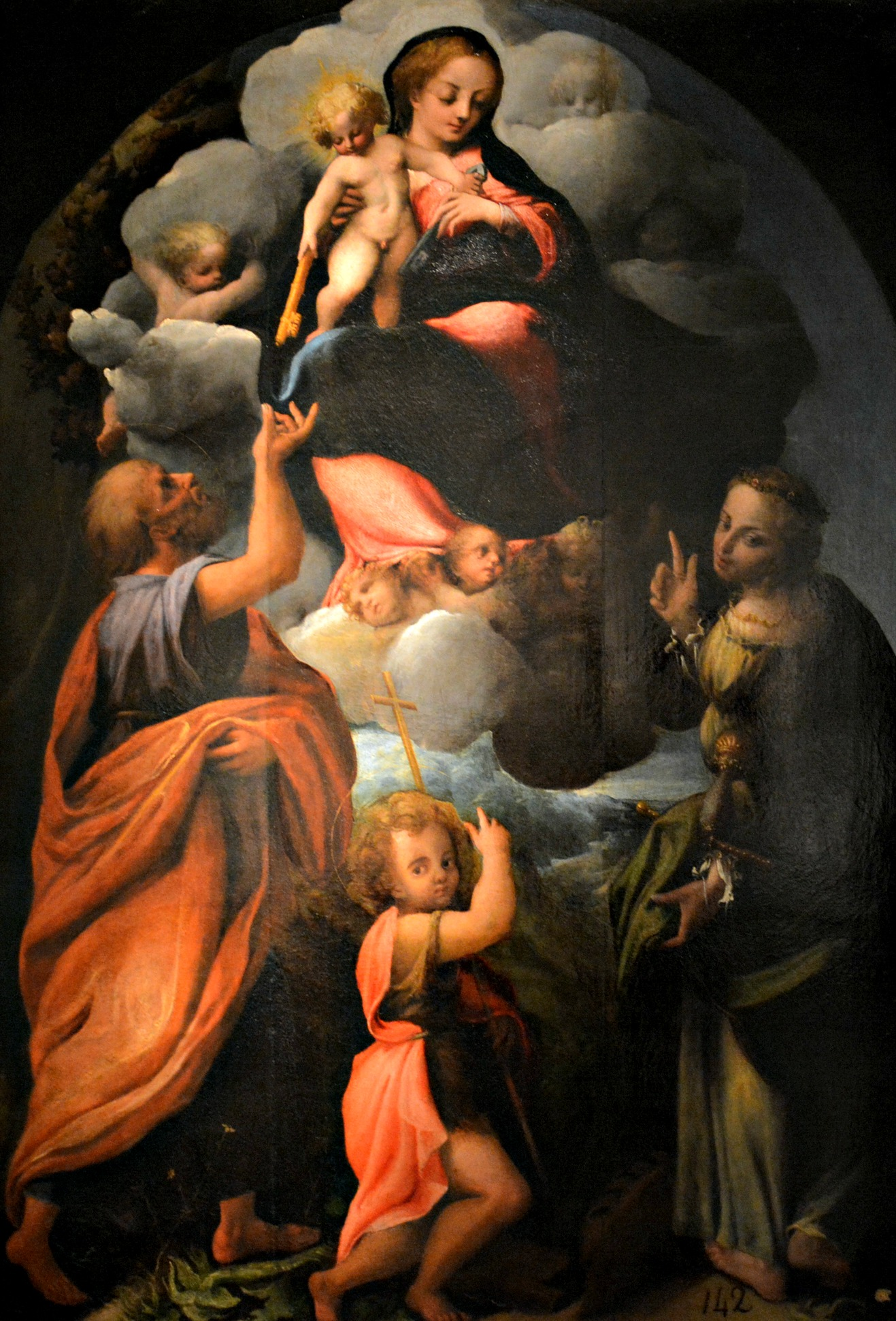
聖母子と聖人たち